# Puranda
Puranda va ser una ciutat del regne d'Arzawa al nord d'Apasa, famosa per ser el darrer bastió de la resistència d'aquell país als hitites.
Mursilis II va començar a assetjar Puranda després de derrotar l'exèrcit d'Arzawa a la Batalla del riu Astarpa conquerir Apasa i derrotar els resistents a les muntanyes d'Arinnanda. Va oferir la rendició sense càstig que van refusar i com que ja era hivern i començava a nevar els hitites van haver d'aixecar el setge i passar l'hivern a un campament fortificat que va bastir vora el riu Astarpa, una mica al nord.
En aquell hivern el rei Uhha-Ziti que havia marxat "a l'altra banda del mar" va morir de la ferida que un meteorit li havia fet al genoll. El seu fill Piyama-Kurunta va seguir exiliat però un altre fill, Tapalazunaulis, va anar la primavera següent a terra ferma i va entrar a Puranda. En arribar el bon temps Mursilis, després de celebrar la festa d'any nou, també va tornar davant Puranda. Tapalazunaulis va decidir sortir i presentar batalla amb l'exèrcit i carros de guerra, i Mursilis li va fer front, va derrotar Tapalazunaulis i va aniquilar l'exèrcit enemic. Tapalazunaulis es va refugiar a la ciutat i Mursilis va reprendre el setge, tallant els subministraments d'aigua. Tapalazunaulis va fugir de nit amb la seva esposa, els seus fills i alguns seguidors. Mursilis va enviar tropes a empaitar-lo, però va poder escapar i va arribar a Ahhiyawa però la dona, els fills i altres companys van ser capturats. Amb el cap absent i sense aigua la ciutat es va rendir. Mursilis diu que va fer la quantitat de setze mil presoners, que va conduir a Hattusa.